# ジョージ・ドーソン＝デイマー (第5代ポータリントン伯爵)

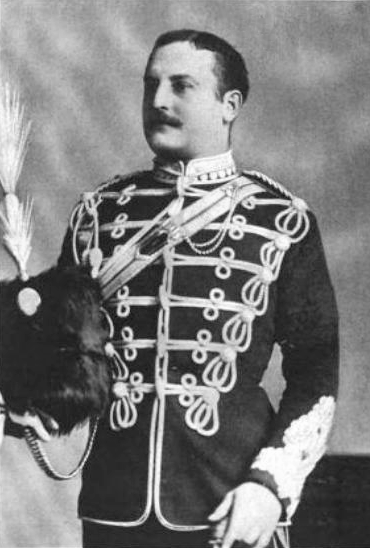
第5代ポータリントン伯爵、1900年撮影。

第5代ポータリントン伯爵ライオネル・ジョージ・ヘンリー・シーモア・ドーソン＝デイマー（Lionel George Henry Seymour Dawson-Damer, 5th Earl of Portarlington、1858年8月19日 – 1900年8月31日）は、アイルランド貴族。保守党に属し、アイルランド貴族代表議員を務めた。1889年から1892年までカーロウ子爵の儀礼称号を使用した。

## 生涯

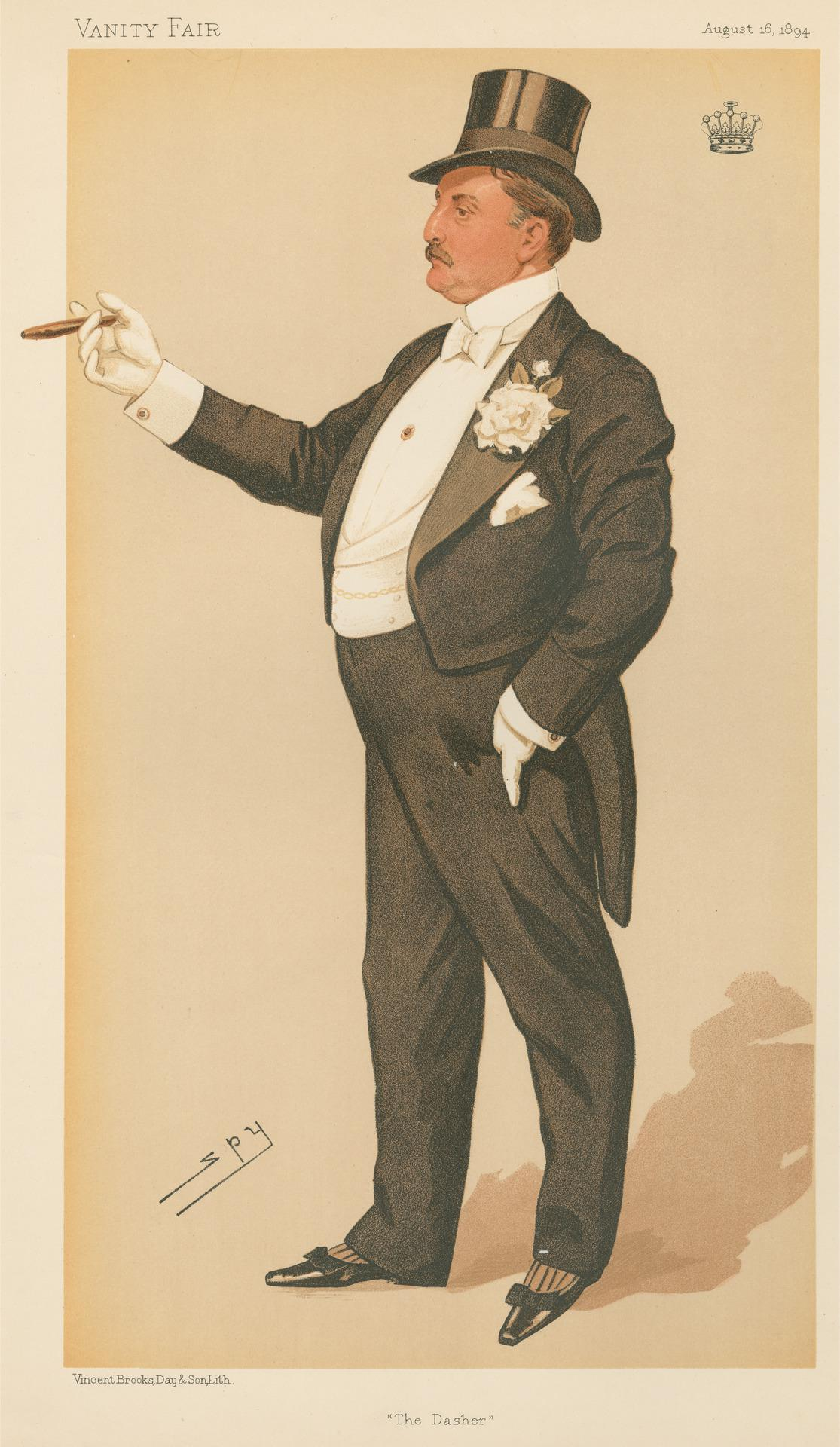
『バニティ・フェア』1894年8月18日号におけるカリカチュア、レスリー・ウォード画。

第4代ポータリントン伯爵ライオネル・ドーソン＝デイマーと妻ハリエット・リディア（Harriet Lydia、1829年7月23日 – 1894年11月23日、第6代ロークビー男爵ヘンリー・モンタギューの娘）の長男として、1858年8月19日にグリーン・ストリート56号（56 Green Street）で生まれた。1872年から1873年までイートン・カレッジで教育を受けた。
1876年5月10日、クイーンズ・カウンティ民兵隊の定員外少尉に任命された。1877年8月に（1876年5月10日付の扱いとして）中尉に昇進した後、1878年5月15日にキャバン県民兵隊に転じた。同年にスコッツガーズ第2大隊に入隊し、中尉まで昇進したが、1885年9月19日に辞任した。1886年1月5日、ドーセット州の副統監に任命された。同年1月16日、ドーセット・ヨーマンリー連隊の中尉に任命された。その後、大尉への昇進を経て1894年6月23日に辞任した。同1894年8月15日、中尉として予備役に編入された。
1892年12月17日に父が死去すると、ポータリントン伯爵位を継承した。1896年3月20日にアイルランド貴族代表議員に選出され、1900年に死去するまで務めた。貴族院では保守党に属した。
1900年8月31日にクイーンズ・カウンティのエモで死去、9月6日にクイーンズ・カウンティのクールバナハーで埋葬された。長男ライオネル・アーサー・ヘンリー・シーモアが爵位を継承した。

## 家族
1881年10月25日、エマ・アンダルシア・フリーア・ケネディ（1929年5月13日没、ナイジェル・ケネディ閣下の娘）と結婚、2男3女をもうけた。
- ライオネル・アーサー・ヘンリー・シーモア（英語版）（1883年8月26日 – 1959年7月4日[12]） - 第6代ポータリントン伯爵[1]
- アライン・メアリー・シーモア（Aline Mary Seymour、1884年10月18日 – 1953年9月12日） - 1904年10月15日、ヴァレンタイン・ヴィヴィアン（Valentine Vivian、1948年2月1日没、ウィリアム・ヴィヴィアンの息子）と結婚、子供あり[13]
- クリスチャン・ノラ（Christian Norah、1890年8月7日 – 1959年3月29日） - 1914年9月17日、ファーガス・ボーズ＝ライアン閣下（英語版）（1915年9月27日没、第14代ストラスモア＝キングホーン伯爵クロード・ボーズ＝ライアンと妻セシリアの三男）と結婚、子供あり[11]。1919年6月4日、ウィリアム・フレデリック・マーティン（William Frederick Martin、1947年10月6日没、チャールズ・ウィリアム・ウォール・マーティンの息子）と再婚[14]
- ジョージ・シーモア（1892年7月30日 – 1917年4月12日） - 陸軍軍人、第一次世界大戦で戦死[11]
- モイラ・マージョリー（Moyra Marjorie、1897年3月23日 – 1962年4月17日） - 1924年6月3日、ジェームズ・ブリンズリー・ピーター・フィッツジェラルド（James Brinsley Peter FitzGerald、1962年4月17日没、ピーター・デイヴィッド・フィッツジェラルドの息子）と結婚、子供あり[15]

## 関連文献
- "No. 26488". The London Gazette (英語). 23 February 1894. p. 1162.